# 9 sanningar och en lögn
9 sanningar och en lögn släpptes den 25 oktober 2006 och är ett album av den svenske pop- och rocksångaren Martin Stenmarck. Inledningsspåret är hitlåten "7milakliv". Albumet innehåller även en duett med den danska sångerskan Søs Fenger. Skivan har sålt platina, och singeln 7milakliv dubbel platina. 

## Låtlista
1. 7milakliv - 4:46
2. Dårarna och jag - 3:40
3. Ta undulaten - 4:22
4. Han är galen - 3:27
5. Ta dom jävlarna - 4:00
6. Hand i hand - 3:42
7. Nästa dans - 3:40
8. Om du rör mig dör jag - 2:57
9. Virvelvinden du - 5:27
10. Hem - 5:16

## Övrigt
Albumet innehåller tio låtar, vilket förmodligen syftar på titeln.

## Listplaceringar
| Lista (2006-2007) | Topplacering |
| ----------------- | ------------ |
| Sverige           | 1            |

### Fotnoter
1. ↑  ”Listplacering”. http://hitparad.se/showitem.asp?interpret=Martin+Stenmarck&titel=Nio+sanningar+och+en+l%F6gn&cat=a. Läst 1 maj 2011.